# Bressol de la Humanitat
El Bressol de la Humanitat és un jaciment paleoantropològic i es troba a uns 50 km al nord-oest de Johannesburg, Sud-àfrica, a la província de Gauteng. Designat per la UNESCO el 1999 com a Patrimoni de la Humanitat, el lloc ocupa actualment 47.000 hectàrees i conté un complex sistema de coves de pedra calcària. Segons el South African Journal of Science, el jaciment conegut com «Bolt's Farm» és el lloc on es va descobrir el primer primat. Aquesta zona fou molt explotada per a espeleotema (carbonat de calci procedent d'estalagmites, estalactites i colades) al final del segle xix i principis del XX.
Les coves de Sterkfontein van ser el lloc del descobriment d'un fòssil Australopithecus africanus de 2,3 milions d'anys, anomenat «Mrs. Ples», trobat l'any 1947 per Robert Broom i John T. Robinson. La troballa va ajudar a corroborar el descobriment el 1924 del crani juvenil d'Australopithecus africanus conegut com el nen de Taung, per Raymond Dart, a Taung, a la província del nord-oest de Sud-àfrica, on encara continuen les excavacions.
Més recentment, un equip de la Universitat Purdue liderat per Darryl Granger ha desenvolupat la tecnologia suficient com per datar de forma més precisa les restes materials del jacimient. A finals de juny de 2022 anunciaren que Mrs. Pless podria tenir un milió d'anys més d'antiguitat del que s'havia pensat fins ara. La comunitat científica encara està analitzant les dades obtingudes.
Paranthropus robustus va cohabitar el Bressol de la Humanitat amb Homo ergaster/Homo erectus, i les dues espècies van viure al costat d'Australopithecus sediba que es coneix des de fa uns 2 milions d'anys a Malapa. L'exemplar més recent d'Australopithecus africanus data de fa uns 2,07 milions d'anys, al voltant de l'arribada de P. robustus i H. erectus. S'ha debatut si P. robustus hauria tingut o no relacions simbiòtiques, neutrals o antagonistes amb Australopithecus i Homo contemporanis. És possible que Sud-àfrica fos un refugi per a Australopithecus fins fa uns 2 milions d'anys amb l'inici d'una gran variabilitat i volatilitat climàtiques, i potencialment competència amb Homo i Parantrop.